# Ulla Lindström
Ulla Gunilla Lindström, under perioden 1931–1947 Alm, född Wohlin den 15 september 1909 i Kungsholms församling, Stockholm, död 10 juli 1999 i Enskede församling, Stockholm, var en svensk journalist och socialdemokratisk politiker, konsultativt statsråd 1954–1966 med ansvar för familje-, konsument-, bistånds- och flyktingfrågor. År 1958 blev hon den första kvinna som tjänstgjorde som tillförordnad statsminister.

Ulla Lindström i talarstolen den första maj i Uppsala, 1955.

## Biografi
Lindström var dotter till Nils Wohlin och Gull Magnell samt halvsyster till Lars Wohlin och Anna Wohlin Andersson. Efter studentexamen vid Lyceum för flickor studerade hon vid Stockholms högskola, där hon blev filosofie kandidat. Därefter tog hon också folkskollärarexamen. Under åren 1937–1946 var Lindström redaktör för tidningen Vår bostad.
Hon var därefter riksdagsledamot (första kammaren) 1946–1970 och delegat i FN:s generalförsamling 1947–1966. I en tid då ytterst få kvinnor gavs framträdande poster inom politiken, blev hon 1954 konsultativt statsråd ”utan portfölj” i Regeringen Erlander III, och 31 oktober 1957–28 december 1966 familje-, konsument- och biståndsminister. Lindström var kontroversiell även inom sitt eget parti och gjorde sig känd då hon inte neg utan liksom männen bugade för Storbritanniens drottning Elizabeth II vid hennes statsbesök i Stockholm 1956. När Sveriges regering 1966 inte uppfyllde sitt löfte om att öka biståndet till en procent av BNP, avgick hon från posten som biståndsminister i protest mot löftesbrottet.
Hon var senare ordförande för Rädda Barnen åren 1971–1978. Vid kärnkraftsomröstningen 1980 var hon en av ledarna i kampen mot kärnkraft.

## Familj
Lindström var 1931–1940 gift med byggnadsingenjör Agne Alm och från 1947 med rektor Martin Lindström. Hon är begravd på Solna kyrkogård.